# 千葉知裕
千葉 知裕（ちば ともひろ、1986年7月11日 - ）は、宮城県出身の実業家、経営者。Macbee Planet代表取締役社長。

## 人物
宮城県古川市、現大崎市古川出身。2001年に大崎市立古川中学校、2004年に宮城県古川高等学校を経て、2009年中央大学法学部卒業。中央大学法学部在学中に、公認会計士試験に合格。2010年4月にあずさ監査法人に入所。監査法人時代には、会計監査、IPO（株式公開）支援を強みに、様々な業界のIPO支援とホールディングスカンパニーの経営管理・監査業務の支援、財務DDなどに従事。その後、2018年10月にMacbee PlanetにIPO（株式公開）責任者としてジョイン。2019年3月、コーポレート管掌の取締役に就任。管理部門の立て直しから、内部管理体制構築をリード。 2019年３月に取締役就任後、2020年3月に約１年で東証マザーズに上場を達成。現在は経営企画、広報、人事、管理などコーポレート部門全般に従事。

## 略歴
- 2004年３月：宮城県古川高等学校卒業。
- 2009年３月：中央大学法学部卒業。
- 2010年４月：あずさ監査法人に入所。監査法人時代には、会計監査、IPO支援、財務DDなどに従事。
- 2014年３月：公認会計士登録。
- 2018年10月：Macbee PlanetにIPO（株式公開）責任者としてジョイン。
- 2019年３月：コーポレート管掌の取締役に就任。
- 2020年３月：東証マザーズに上場。経営企画、広報、人事、管理などコーポレート部門全般に従事。
- 2021年12月：代表取締役社長に就任
- 2022年５月：株式会社ヘリテージ社外取締役就任(現任)